# Philonotion
Philonotion,  rod kozlačevki smješten u vlastiti tribus Philonotieae, dio je potporodice Aroideae. Sastoji se od tri vrste zimzelenih mezofita (ili para-reofiti) u tropskoj Južnoj Americi..

## Vrste
1. Philonotion americanum (A.M.E.Jonker & Jonker) S.Y.Wong & P.C.Boyce
2. Philonotion bolivaranum (G.S.Bunting & Steyerm.) S.Y.Wong & P.C.Boyce
3. Philonotion spruceanum Schott